# Lago do Bourget
O lago do Bourget ou lago Bourget (em francês:  Lac du Bourget) é um lago de França. Fica no departamento da Saboia. É o maior lago do país tanto em profundidade como em área (excluindo a parte francesa do lago Leman).
A cidade de Aix-les-Bains fica na margem do lago.

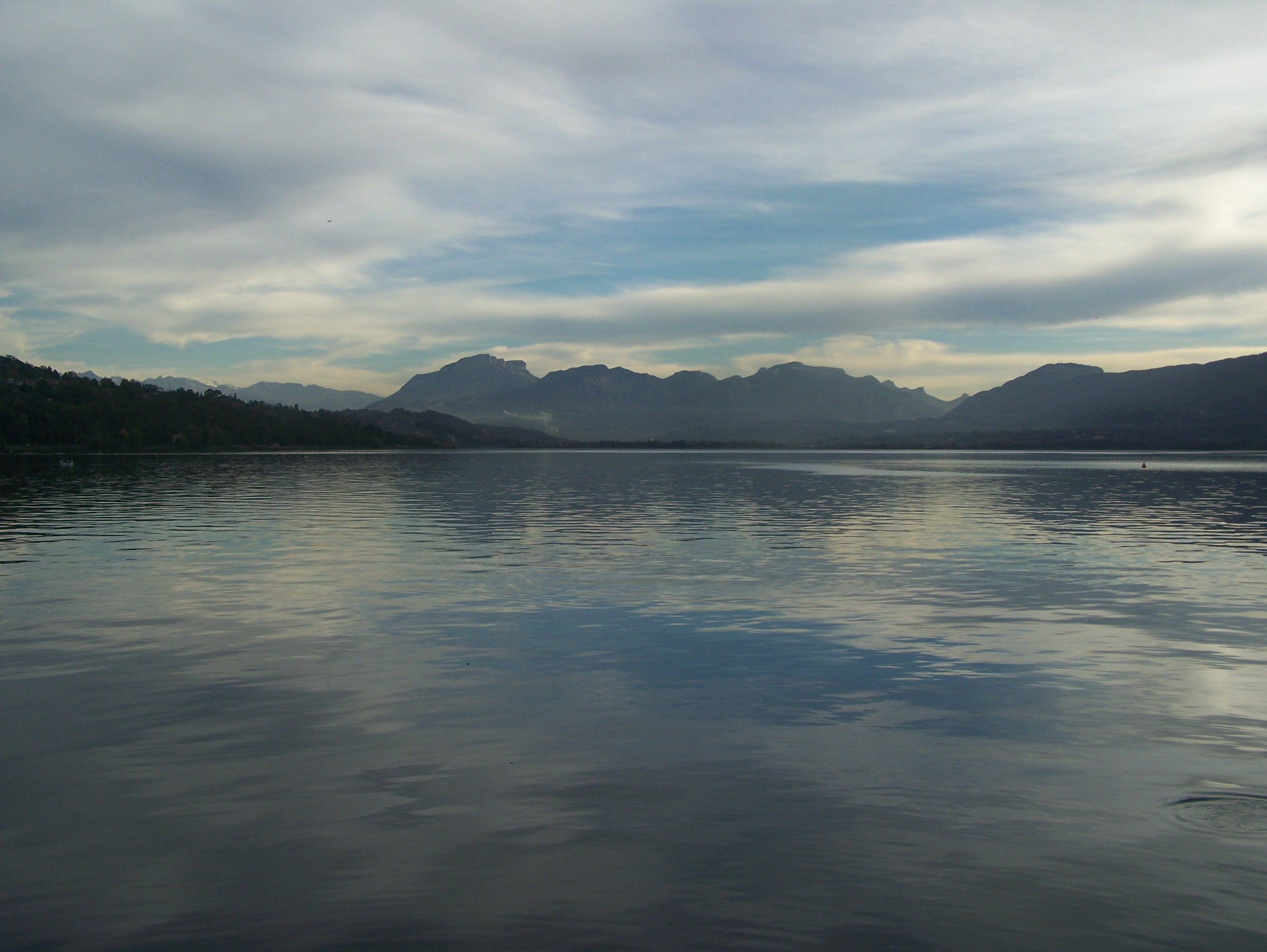
Aix-les-Bains
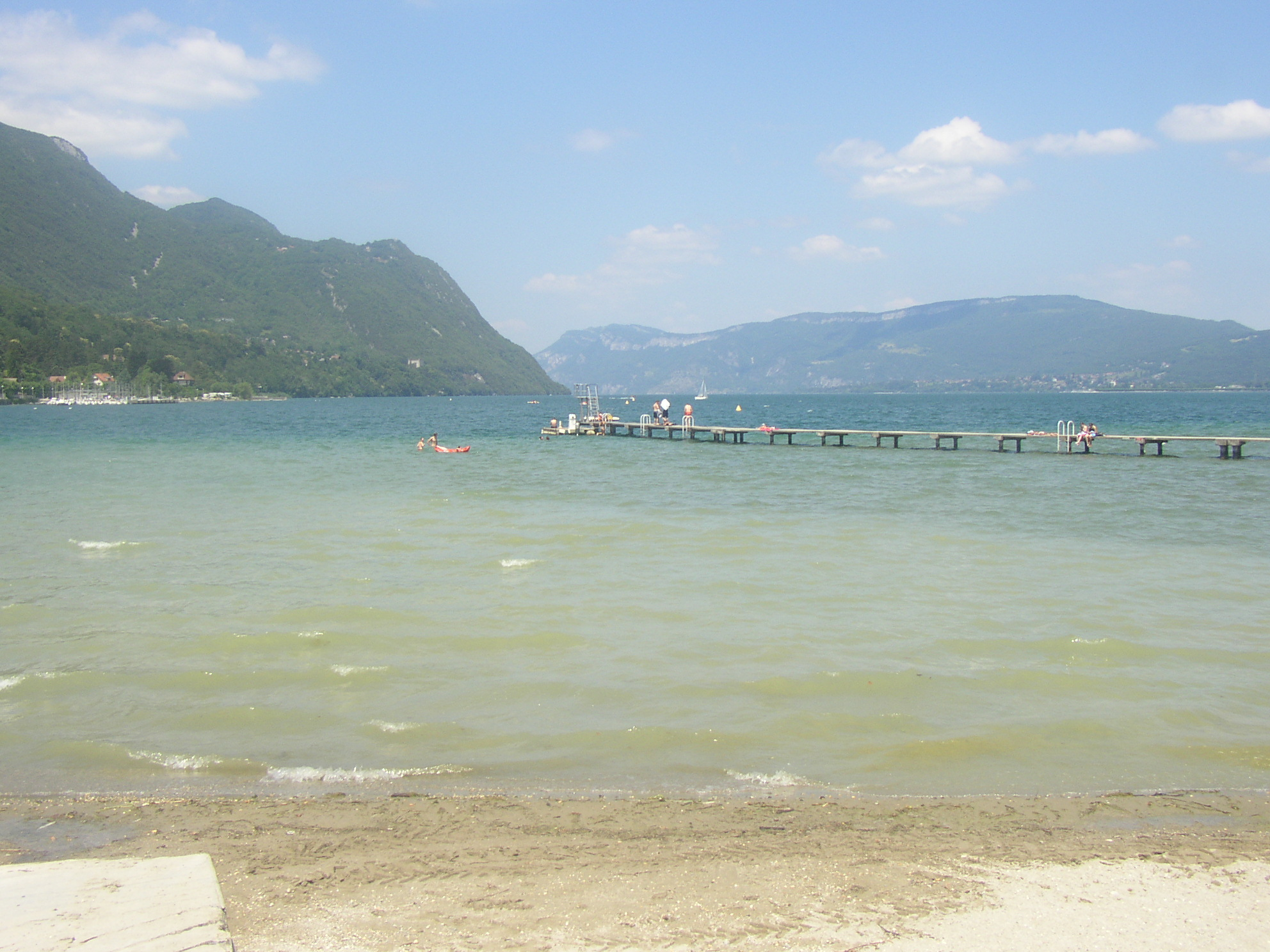
Lago
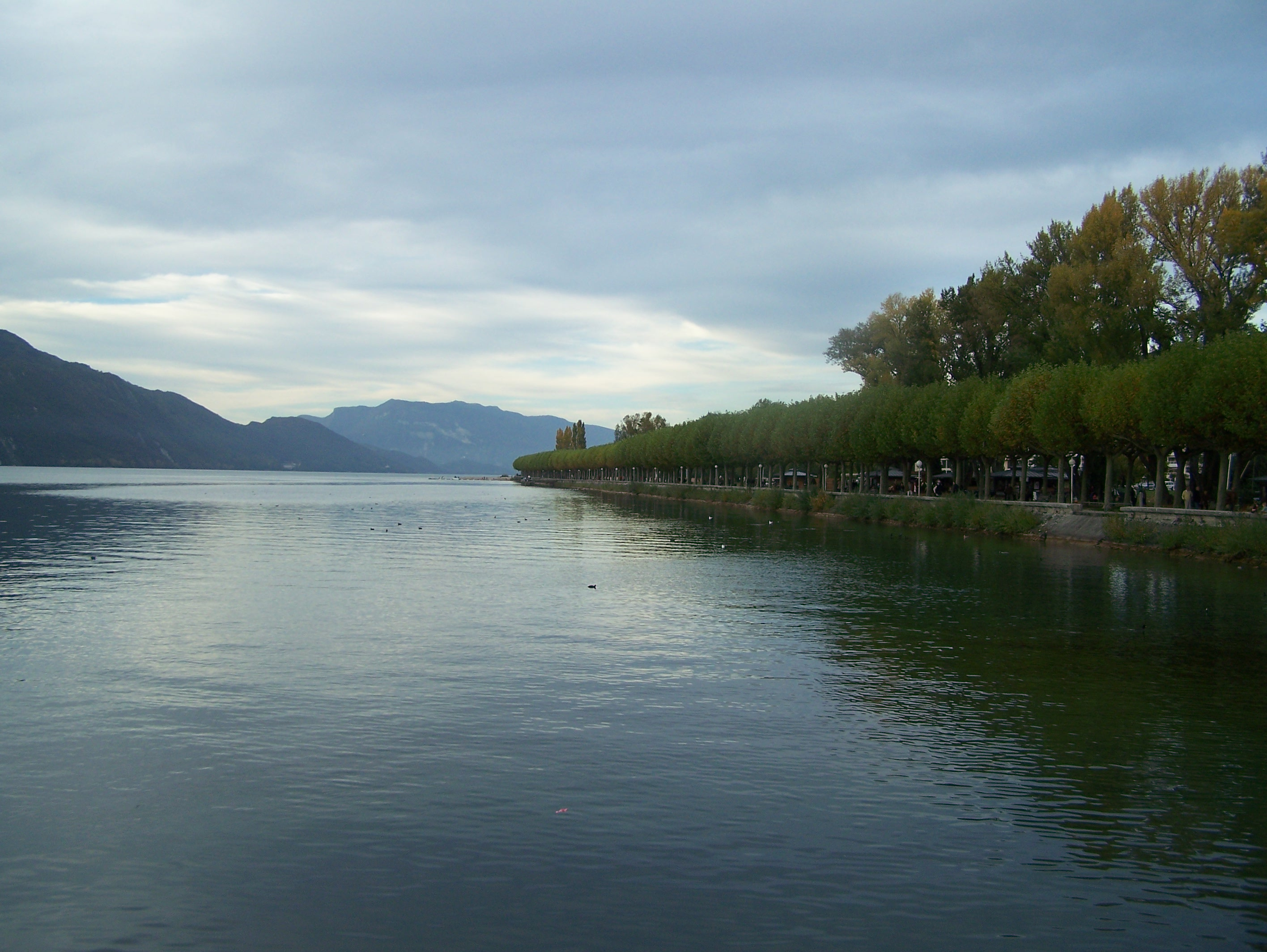
Aix-les-Bains